# Sadies fulgida
Sadies fulgida là một loài nhện trong họ Salticidae.
Loài này thuộc chi Sadies. Sadies fulgida được Fred R. Wanless miêu tả năm 1984.